# ГЕС Kǎjīwá
ГЕС Kǎjīwá (卡基娃水电站) — гідроелектростанція у центральній частині Китаю в провінції Сичуань. Знаходячись між ГЕС Shàngtōngbà (вище за течією) та ГЕС Mùlǐhé Shāwān, входить до складу каскаду на річці Муліхе (Літанг), яка впадає праворуч до Ялунцзян, великої лівої притоки Дзинші (верхня течія Янцзи).
У межах проєкту річку перекрили кам'яно-накидною греблею із бетонним облицюванням заввишки 171 м, завдовжки 355 м та завширшки по гребеню 11 м. Вона утримує водосховище з об'ємом 358,3 млн м3 (корисний об'єм 280,6 млн м3) та припустимим коливанням рівня поверхні між позначками 2800 та 2850 метрів НРМ (під час повені рівень зростає до 2852,2 метра НРМ, а об'єм — до 374,5 млн м3).
Зі сховища через правобережний гірський масив прокладено дериваційний тунель довжиною 6,4 км, який транспортує ресурс для встановлених у наземному машинному залі чотирьох турбін типу Френсіс потужністю по 110 МВт (крім того, для підтримки природної течії річки частина води випускається біля греблі через дві турбіни типу Френсіс потужністю по 6,2 МВт). За рік комплекс повинен виробляти 1991 млн кВт·год електроенергії.